# Algrundet (vid Västanfjärd, Kimitoön)
Algrundet är en ö i Finland. Den ligger i Skärgårdshavet vid Västanfjärd i kommunen Kimitoön i den ekonomiska regionen  Åboland i landskapet Egentliga Finland, i den sydvästra delen av landet. Ön ligger omkring 51 kilometer söder om Åbo och omkring 130 kilometer väster om Helsingfors.
Öns area är 0,5 hektar och dess största längd är 110 meter i nord-sydlig riktning.